# Un gangster venuto da Brooklyn
Un gangster venuto da Brooklyn è un film del 1966, diretto da Emimmo Salvi.